# Варкетілі (станція метро)
41°41′27″ пн. ш. 44°52′13″ сх. д. / 41.69083° пн. ш. 44.87028° сх. д.
Варкетілі  (груз. ვარკეთილი) — станція Ахметелі-Варкетільської лінії Тбіліського метрополітену, розташовується після станції метро Самгорі і є кінцевою.
Була відкрита в листопаді 1985 , автор проекту — В. Бахтадзе, проектуюча організація "Тбілгорпроект".
У 2007 році була здійснена реконструкція станції і оновлення інтер'єру
Односклепінна глибокого закладення

## Ресурси Інтернету
- Тбіліський метрополітен [Архівовано 19 травня 2014 у Wayback Machine.](англ.)
- Тбіліський метрополітен(груз.)